# Garanti Koza Tournament of Champions 2013 – ženská dvouhra
Soutěže ženské dvouhry na Garanti Koza Tournament of Champions 2013 se účastnilo osm tenistek podle specifických kritérií. Obhájkyní titulu byla ruská hráčka Naděžda Petrovová, která nesplnila kvalifikační kritéria ani od pořadatelů neobdržela divokou kartu. Naopak Bulharka Cvetana Pironkovová a dvojnásobná vítězka turnaje Ana Ivanovićová ze Srbska divokou kartu získaly.
Osm hráček bylo rozděleno do dvou čtyřčlenných skupin pojmenovaných „Serdika“ a „Sredets“ – historických označení bulharského hlavního města Sofie, kde se turnaj podruhé odehrával.
Roli favoritky splnila nejvýše nasazená rumunská tenistka Simona Halepová, která prošla základní skupinou bez ztráty setu, v semifinále si poradila s Anou Ivanovićovou, a ve finále zdolala australskou turnajovou trojku Samanthu Stosurovou, když všechny tři sady skončily stejným poměrem gamů 2–6, 6–2 a 6–2.
Simona Halepová tak završila dosud nejúspěšnější sezónu kariéry, v níž pronikla ze 47. příčky v úvodu roku až na hranici elitní světové desítky, když jí po sofijském turnaji poprvé patřilo 11. místo žebříčku WTA. V sezóně dosáhla 100% finálové úspěšnosti, když vyhrála všech šest bitev o titul, a po trofejích v Norimberku, Rosmalenu, Budapešti, New Havenu a Moskvě, získala šestý singlový titul v kariéře.

## Nasazení hráček
1. Simona Halepová (vítězka)
2. Ana Ivanovićová (semifinále)
3. Maria Kirilenková (základní skupina, skreč)
4. Samantha Stosurová (finále)
5. Jelena Vesninová (základní skupina)
6. Anastasija Pavljučenkovová (semifinále)
7. Alizé Cornetová (základní skupina)
8. Cvetana Pironkovová (základní skupina)

## Náhradnice
1. Elina Svitolinová (základní skupina, nahradila Kirilenkovou)
2. Yvonne Meusburgerová (nenastoupila)

## Soutěž
| Legenda                                                       |                                                                        |                                                   |
| - Q – kvalifikant - WC – divoká karta - LL – šťastný poražený | - Alt – náhradník - SE – zvláštní výjimka - PR/SR – žebříčková ochrana | - w/o – bez boje - r – skreč - d – diskvalifikace |

### Finálová fáze
|  | Semifinále | Semifinále                 | Semifinále         | Semifinále | Semifinále |   |                    | Finále          | Finále | Finále | Finále | Finále |
|  |            |                            |                    |            |            |   |                    |                 |        |        |        |        |
|  | 1          | Simona Halepová            | 2                  | 6          | 6          |   |                    |                 |        |        |        |        |
|  | 2/WC       | Ana Ivanovićová            | 6                  | 1          | 3          |   |                    |                 |        |        |        |        |
|  | 2/WC       | Ana Ivanovićová            | 6                  | 1          | 3          |   | 1                  | Simona Halepová | 2      | 6      | 6      |        |
|  |            |                            |                    |            |            |   | 1                  | Simona Halepová | 2      | 6      | 6      |        |
|  |            | 4                          | Samantha Stosurová | 6          | 2          | 2 |                    |                 |        |        |        |        |
|  | 4          | 4                          | Samantha Stosurová | 6          | 2          | 2 | Samantha Stosurová | 6               | 1      | 6      |        |        |
|  | 4          |                            |                    |            |            |   | Samantha Stosurová | 6               | 1      | 6      |        |        |
|  | 6          | Anastasija Pavljučenkovová | 1                  | 6          | 3          |   |                    |                 |        |        |        |        |

### Skupina Serdika
|        |                                     | Halep                      | Kirilenková Svitolinová    | Pavljučenkova              | Cornetová              | Zápasy V/P | Sety V/P      | Hry V/P               | Pořadí |
| 1.     | Simona Halepová                     |                            | 6–1, 6–1 (vs/ Svitolinová) | 6–3, 6–3                   | 6–4, 6–4               | 3–0        | 6–0 (100 %)   | 36–16 (69 %)          | 1.     |
| 3. Alt | Maria Kirilenková Elina Svitolinová | (vs/ Svitolinová) 1–6, 1–6 |                            | (vs/ Svitolinová) 2–6, 4–6 | 0–5r (vs/ Kirilenková) | 0–1 0–2    | 0–0 0–4 (0 %) | 0–5 (0 %) 8–24 (25 %) | X 4.   |
| 6.     | Anastasija Pavljučenkovová          | 3–6, 3–6                   | 6–2, 6–4 (vs/ Svitolinová) |                            | 6–2, 6–2               | 2–1        | 4–2 (67 %)    | 30–22 (58 %)          | 2.     |
| 7.     | Alizé Cornetová                     | 4–6, 4–6                   | (vs/ Kirilenková) 5–0r     | 2–6, 2–6                   |                        | 1–2        | 0–4 (0 %)     | 17–24 (41 %)          | 3.     |

Pořadí je určeno na základě následujících kritérií: 1) počet vyhraných utkání; 2) počet odehraných utkání; 3) vzájemný poměr utkání u dvou hráček se stejným počtem výher; 4) procento vyhraných setů, procento vyhraných her u třech hráček se stejným počtem výher; 5) rozhodnutí řídící komise.

### Skupina Sredets
|       |                     | Ivanovićová    | Stosurová     | Vesninová      | Pironkovová   | Zápasy V/P | Sety V/P   | Hry V/P      | Pořadí |
| 2./WC | Ana Ivanovićová     |                | 6–2, 5–7, 6–2 | 4–6, 6–3, 61–7 | 6–0, 6–2      | 2–1        | 5–3 (63 %) | 45–29 (61 %) | 2.     |
| 4.    | Samantha Stosurová  | 2–6, 7–5, 2–6  |               | 6–3, 6–3       | 6–1, 6–4      | 2–1        | 5–2 (71 %) | 35–28 (56 %) | 1.     |
| 5.    | Jelena Vesninová    | 6–4, 3–6, 7–61 | 3–6, 3–6      |                | 6–2, 4–6, 6–0 | 2–1        | 4–4 (50 %) | 38–36 (51 %) | 3.     |
| 8./WC | Cvetana Pironkovová | 0–6, 2–6       | 1–6, 4–6      | 2–6, 6–4, 0–6  |               | 0–3        | 1–6 (14 %) | 15–40 (27 %) | 4.     |

Pořadí je určeno na základě následujících kritérií: 1) počet vyhraných utkání; 2) počet odehraných utkání; 3) vzájemný poměr utkání u dvou hráček se stejným počtem výher; 4) procento vyhraných setů, procento vyhraných her u třech hráček se stejným počtem výher; 5) rozhodnutí řídící komise.